# Meira Kumar
Meira Kumar (Patna, Bihar; 31 de marzo de 1945) es una política india, cinco veces miembro del Parlamento, que fue nominada por la Alianza Progresista Unida para Presidente de la India en las elecciones de 2017. Fue elegida sin oposición como la primera mujer Presidenta del Lok Sabha, desempeñándose desde 2009 hasta 2014.
Fue la candidata presidencial conjunta de los principales partidos de la oposición para las elecciones presidenciales de 2017 y perdió las elecciones al candidato de la Alianza Democrática Nacional Ram Nath Kovind, pero logró un récord al obtener el mayor número de votos de un candidato perdedor (367 314 votos electorales).

## Biografía

### Primeros años
Nació en el estado de Bihar, siendo hija del ex vice primer ministro y prominente líder de los dalit, Jagjivan Ram, y de Indrani Devi.
Asistió a la escuela para niñas de Welham Girls en Dehradun y a la escuela Maharani Gayatri Devi en Jaipur. Estudió en Banasthali Vidyapith por un corto tiempo. Ella completó su grado en Indraprastha College y Miranda House, de la Universidad de Delhi. También recibió un doctorado honorario de Banasthali Vidyapith en 2010.

### Carrera política
Ingresó a la política electoral en 1985 y fue elegida, en a la cámara baja del parlamento como representante de Bijnor en Uttar Pradesh, siendo electa por el Congreso Nacional Indio. Posteriormente representó a Sasaram. En las elecciones generales de 2014, Kumar perdió la reelección por un margen de 327 votos.
Entre mayo de 2004 y mayo de 2009, formó parte del primer gabinete de Manmohan Singh. Kumar, junto a Ambika Soni y Panabaka Lakshmi, elevaron el porcentaje de representación de las mujeres en el gabinete al 10 % por primera vez desde la independencia del país.

#### Elecciones presidenciales de 2017
Fue la candidata presidencial de la Alianza Progresista Unida para las elecciones de 2017, perdiendo ante el nominado de Alianza Democrática Nacional, Ram Nath Kovind. Kovind obtuvo 2930 votos del Colegio Electoral y 702 044 votos electorales (65,65 %), en comparación con los 1844 votos del Colegio Electoral y los 367 314 votos (34,35 %) recibidos por Kuma. Kovind se convirtió en el primer candidato del Partido Popular Indio en convertirse en presidente.